# David Fickling
David Fickling books es una editorial que publica, normalmente, libros juveniles de ciencia ficción y fantasía.

## Títulos publicados
Algunas de las obras que ha publicado son las siguientes:
- Luces del norte (de Philip Pullman)
- La daga (de Philip Pullman)
- El catalejo lacado (de Philip Pullman)
- Beyond the Deepwoods (de Chris Riddlel)
- Gorilla city (de Charlie Small)
- Butterfingers (de Juliet Trewellard)
- Blue Skies & Gunfire (de K.M. Payton)

- Datos: Q5233631